# سیلوستر مک‌کوی
سیلوستر مک‌کوی (انگلیسی: Sylvester McCoy؛ زادهٔ ۲۰ اوت ۱۹۴۳) یک هنرپیشه، و سیاح اهل بریتانیا است.
از فیلم‌ها یا برنامه‌های تلویزیونی که وی در آن نقش داشته‌است می‌توان به هابیت: یک سفر غیرمنتظره اشاره کرد.